# Alchemilla rubristipula
Alchemilla rubristipula es una especie de planta del género Alchemilla, perteneciente a la familia Rosaceae.

## Taxonomía
Alchemilla rubristipula fue descrita por Robert Buser en 1898.

## Distribución
Se encuentra en el territorio de Alemania, Austria, España, Francia, Italia y Suiza.